# Strade più alte d'Europa

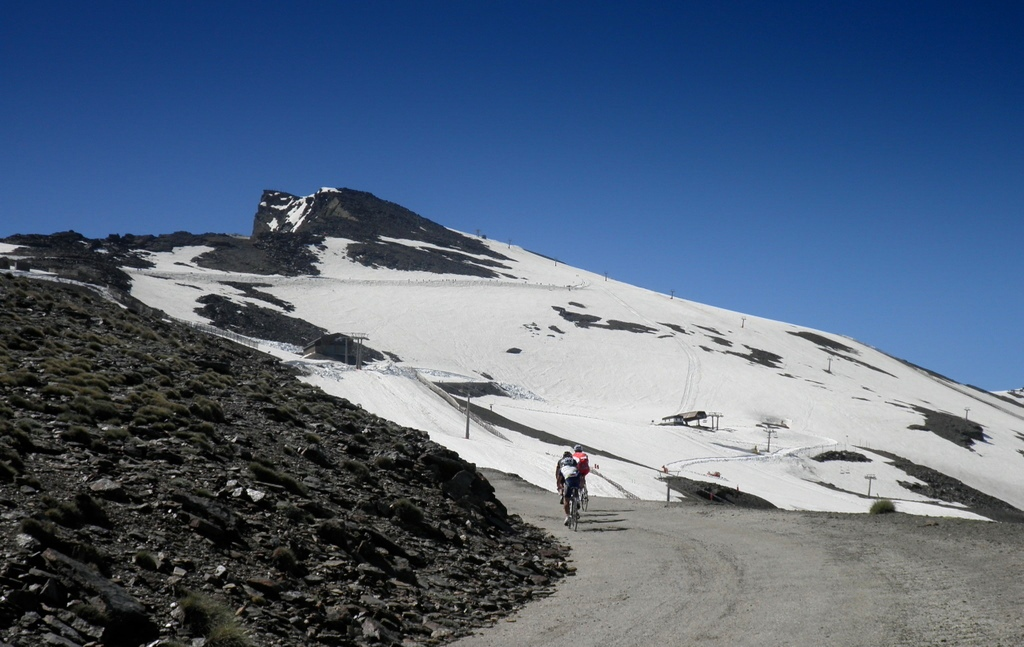
La strada asfaltata piu' alta d'Europa sulle pendici del Pico del Veleta

Le strade più alte d'Europa sono quelle infrastrutture di trasporto ubicate nel continente europeo e destinate alla circolazione di veicoli terrestri che raggiungono i più elevati valori di altitudine misurata dal livello del mare.
Possono essere classificate in base alla pavimentazione, alla regolamentazione d'accesso, alle caratteristiche orografiche o alla presenza di sbocco veicolare. La strada asfaltata più alta d'Europa – che raggiunge i 3 384 metri – è ubicata in Spagna e conduce al Pico del Veleta, una montagna della Sierra Nevada.

## Strade asfaltate
Le strade europee asfaltate che superano i 2 400 metri si trovano per la maggior parte nella catena montuosa delle Alpi nei territori di Austria, Francia, Italia e Svizzera. Altre strade che raggiungono questa altitudine sono ubicate ad Andorra nei Pirenei, in Bulgaria nel Rila ed in Spagna nella Sierra Nevada.
|         | Strada                         | Altitudine (s.l.m.) | Aperta al traffico | Valico | Fondo cieco | Nazione           | Coordinate            |
| ------- | ------------------------------ | ------------------- | ------------------ | ------ | ----------- | ----------------- | --------------------- |
| 1.      | Pico del Veleta                | 3 384               | NO                 | SI     | SI          | Spagna            | 37.05547°N 3.36613°W  |
| [ E 1 ] | Radiotelescopio di Pico Veleta | 2 850               | NO                 | NO     | SI          | Spagna            | 37.06592°N 3.39297°W  |
| 2.      | Ötztaler Gletscherstraße       | 2 830               | SI                 | NO     | SI          | Austria           | 46.92431°N 10.9446°E  |
| 3.      | Cima della Bonette             | 2 802               | SI                 | NO     | NO          | Francia           | 44.3205°N 6.80746°E   |
| 4.      | Colle dell'Iseran              | 2 770               | SI                 | SI     | NO          | Francia           | 45.41711°N 7.03084°E  |
| 5.      | Passo dello Stelvio            | 2 758               | SI                 | SI     | NO          | Italia            | 46.52862°N 10.45313°E |
| 6.      | Kaunertaler Gletscherstraße    | 2 750               | SI                 | NO     | SI          | Austria           | 46.86406°N 10.71326°E |
| 7.      | Colle dell'Agnello             | 2 744               | SI                 | SI     | NO          | Francia - Italia  | 44.68391°N 6.97957°E  |
| [ E 2 ] | Colle della Bonette            | 2 715               | SI                 | SI     | NO          | Francia           | 44.32664°N 6.80749°E  |
| 8.      | Colle del Galibier             | 2 646               | SI                 | SI     | NO          | Francia           | 45.06416°N 6.40788°E  |
| 9.      | Passo di Gavia                 | 2 621               | SI                 | SI     | NO          | Italia            | 46.34348°N 10.48739°E |
| 10.     | Colle del Nivolet              | 2 612               | SI                 | SI     | SI          | Italia            | 45.4792°N 7.14231°E   |
| 11.     | Edelweißspitze                 | 2 571               | SI                 | NO     | SI          | Austria           | 47.12357°N 12.83078°E |
| 12.     | Vintčeto                       | 2 552               | NO                 | NO     | SI          | Bulgaria          | 42.1823°N 23.25712°E  |
| 13.     | Passo del Rombo                | 2 509               | SI                 | SI     | NO          | Austria - Italia  | 46.90534°N 11.09733°E |
| [ E 3 ] | Großglockner-Hochalpenstraße   | 2 504               | SI                 | SI     | NO          | Austria           | 47.08115°N 12.84258°E |
| [ E 4 ] | Giogo di Santa Maria           | 2 503               | SI                 | SI     | NO          | Italia - Svizzera | 46.54164°N 10.43318°E |
| 14.     | Colle Fauniera                 | 2 481               | SI                 | SI     | NO          | Italia            | 44.38565°N 7.12179°E  |
| 15.     | Passo della Novena             | 2 478               | SI                 | SI     | NO          | Svizzera          | 46.47713°N 8.38783°E  |
| 16.     | Colle del Gran San Bernardo    | 2 473               | SI                 | SI     | NO          | Italia - Svizzera | 45.8689°N 7.17088°E   |
| 17.     | Colle della Moutière           | 2 454               | SI                 | SI     | SI          | Francia           | 44.31518°N 6.79664°E  |
| 18.     | Passo della Furka              | 2 436               | SI                 | SI     | NO          | Svizzera          | 46.57269°N 8.41515°E  |
| 19.     | Diga di Großsee                | 2 420               | SI                 | NO     | SI          | Austria           | 47.01799°N 12.97783°E |
| 20.     | Mölltaler Gletscherstraße      | 2 417               | SI                 | NO     | SI          | Austria           | 47.01647°N 13.01545°E |
| [ E 5 ] | Colle Valcavera                | 2 416               | SI                 | SI     | SI          | Italia            | 44.38163°N 7.10124°E  |
| 21.     | Colle del Granon               | 2 413               | SI                 | SI     | SI          | Francia           | 44.96277°N 6.61097°E  |
| 22.     | Colle d'Envalira               | 2 409               | SI                 | SI     | NO          | Andorra           | 42.54017°N 1.71939°E  |

Come riportato nelle note, le strade con sfondo grigio sono il punto di partenza di altre strade elencate o brevi diramazioni delle stesse.
In merito alle esatte altitudini delle strade, talvolta le fonti non concordano.

### Aperte al traffico
Le strade asfaltate aperte al traffico possono essere suddivise in base alle loro caratteristiche orografiche: se la strada è un collegamento tra due valli o bacini idrografici viene definita "valico".

#### Valichi con sbocco veicolare
Il più elevato valico con sbocco veicolare è il Colle dell'Iseran, 2 770 metri, nella catena montuosa delle Alpi, in Francia. La strada D902 percorre entrambe le pendici del valico, permettendo di raggiungerlo sia da Lanslebourg-Mont-Cenis che da Bourg-Saint-Maurice. La strada è chiusa da ottobre a maggio.

#### Altre strade
La più elevata è la Ötztaler Gletscherstraße, 2 830 metri, nella catena montuosa delle Alpi, in Austria. È una strada a pedaggio interamente asfaltata che, partendo dalla località turistica di Sölden, permette di raggiungere alcuni ghiacciai, attrezzati per la pratica dello sci. È a vicolo cieco, e raggiunge il suo punto più alto all'uscita di un tunnel, poco prima di terminare il suo percorso.
Tra le strade con sbocco veicolare quella posta più in alto è la Cima della Bonette, 2 802 metri, nella catena montuosa delle Alpi, in Francia. Il suo punto più alto non è da considerarsi un valico, perché l'omonimo colle (situato a 2 715 m s.l.m.) è in realtà il punto da cui parte la strada. Permette comunque di raggiungere la sommità del percorso provenendo da due punti diversi.

### Non aperte al traffico
La strada più alta d'Europa, il Pico del Veleta, 3 384 metri, non è aperta al traffico. La sommità è raggiunta da una strada asfaltata, la A-395, che parte da Granada e raggiunge il Pico del Veleta percorrendo circa 38 km.
La strada è priva di sbocco veicolare (non vi sono infatti altre possibilità di discesa una volta raggiunto il valico, se non per la stessa A-395), ed è vietata al traffico privato oltre i 2 500 m di altitudine. È interamente asfaltata per permettere di raggiungere comodamente l'osservatorio astronomico che si trova in prossimità del valico.

## Strade non asfaltate
In Europa sono presenti numerose strade non asfaltate, con larghezza della carreggiata, condizioni della pavimentazione e percorribilità molto differenti tra loro. Superano i 3 000 metri di altitudine la strada del Col du Jandri in Francia e la strada militare di Val Morino in Italia. Sfiorano i 2 500-3 000 m la strada che da Bardonecchia sale al Colle del Sommeiller, la Strada militare Fenil-Pramand-Föens-Jafferau che da Susa sale sul Monte Jafferau e la Strada dell'Assietta che dal Colle delle Finestre raggiunge Sestriere.
Veicoli fuoristrada sono inoltre in grado di percorrere piste da sci – raggiungendo quote più elevate come i 3 899 metri sulla Gobba di Rollin – e tratti completamente privi di strade.

## Strade più alte nei territori extra-europei dei paesi transcontinentali
Per completezza, si citano anche le strade dei paesi transcontinentali (tra Europa e Africa o tra Europa ed Asia) che ricadono in territori extraeuropei e che salgono oltre i 2 400.

### Strade asfaltate
Esistono strade asfaltate che salgono oltre i 2 400 sia nelle Isole Canarie (in territorio spagnolo geograficamente in Africa), sia nell'Altopiano armeno e in Anatolia (in territori turchi geograficamente in Asia).
|         | Strada                     | Altitudine (s.l.m.) | Aperta al traffico | Valico | Fondo cieco | Nazione | Coordinate            |
| ------- | -------------------------- | ------------------- | ------------------ | ------ | ----------- | ------- | --------------------- |
| [ E 6 ] | Karakaya Hill              | 3 148               | SI                 | NO     | SI          | Turchia | 39.78016°N 41.22659°E |
| [ E 6 ] | Kandil Tepesi              | 3 139               | NO                 | NO     | SI          | Turchia | 40.16059°N 41.55421°E |
| [ E 6 ] | Nebırnav Yaylası           | 3 070               | SI                 | NO     | NO          | Turchia | 37.7711°N 43.7038°E   |
| [ E 6 ] | Karabet Geçidi             | 2 985               | SI                 | SI     | NO          | Turchia | 38.1513°N 42.893°E    |
| [ E 6 ] | Palandöken Geçidi          | 2 885               | SI                 | SI     | NO          | Turchia | 39.81712°N 41.31704°E |
| [ E 6 ] | Güzeldere Geçidi           | 2 730               | SI                 | SI     | NO          | Turchia | 38.1792°N 43.9073°E   |
| [ E 6 ] | Tendürek Geçidi            | 2 644               | SI                 | SI     | NO          | Turchia | 39.3675°N 44.002°E    |
| [ E 6 ] | Ovit Dağı geçidi           | 2 640               | SI                 | SI     | NO          | Turchia | 40.62589°N 40.78116°E |
| [ E 6 ] | Palandöken Dagi            | 2 635               | SI                 | NO     | SI          | Turchia | 39.84398°N 41.28791°E |
| [ E 6 ] | Bülbülen geçidi            | 2 581               | SI                 | SI     | NO          | Turchia | 41.05332°N 42.29513°E |
| [ E 6 ] | Durankaya-Hakkâri Yolu     | 2 575               | SI                 | SI     | NO          | Turchia | 37.5583°N 43.6736°E   |
| [ E 6 ] | Ilgar Dagi geçidi          | 2 550               | SI                 | SI     | NO          | Turchia | 41.45699°N 42.72422°E |
| [ E 6 ] | Nemrut Krater Gölü Yolu    | 2 538               | SI                 | SI     | NO          | Turchia | 38.59542°N 42.27568°E |
| [ E 7 ] | Monte Honaz                | 2 528               | SI                 | NO     | SI          | Turchia | 37.6786°N 29.28485°E  |
| [ E 6 ] | Ulubeyli Jandarma Karakolu | 2 475               | SI                 | SI     | NO          | Turchia | 38.119°N 42.67048°E   |
| [ E 6 ] | Çam geçidi                 | 2 470               | SI                 | SI     | NO          | Turchia | 41.2047°N 42.5096°E   |
| [ E 6 ] | Süvarihalil Geçidi         | 2 470               | SI                 | SI     | NO          | Turchia | 37.4945°N 43.3222°E   |
| [ E 8 ] | Roque de los Muchachos     | 2 426               | SI                 | NO     | SI          | Spagna  | 28.75445°N 17.88511°W |
| [ E 6 ] | Kireçli Geçidi             | 2 415               | SI                 | SI     | NO          | Turchia | 40.34988°N 41.69547°E |
| [ E 6 ] | Kop geçidi                 | 2 409               | SI                 | SI     | NO          | Turchia | 40.03658°N 40.51209°E |
| [ E 6 ] | Çakirbaba geçidi           | 2 407               | SI                 | SI     | NO          | Turchia | 40.38506°N 42.34967°E |

Si cita, infine, una strada che si trova in Armenia, Paese geograficamente asiatico, che però ha legami politici con l'Europa, essendo membro del Consiglio d'Europa. Si tratta della strada del Passo di Meghri, aperta al traffico, che sale sino a 2 535 metri e ha le seguenti coordinate: 39.11718°N 46.16119°E.

### Strade non asfaltate
In Russia, nella catena del Caucaso, la strada chiusa al traffico che raggiunge la stazione della funivia di Gara-Baši sulle pendici del Monte Elbrus tocca i 3 860 metri. La vetta stessa del Monte Elbrus, che con i suoi 5 642 metri di altezza, secondo la convenzione sui confini europei seguita soprattutto negli Stati Uniti, sarebbe il punto più alto d'Europa, è stata raggiunta da un fuoristrada (in questo caso, si noti, comunque, che la vetta è stata raggiunta dal mezzo facendo ricordo a sistemi di carrucole e non solo attraverso una conduzione normale del veicolo) e da un quad-bike.

### Esplicative
1. ↑  Diramazione dalla strada per il Pico del Veleta.
2. ↑  Dal colle si dirama la strada per la Cima della Bonette.
3. ↑  Dalla strada si dirama quella per l'Edelweißspitze.
4. ↑  Dal giogo si dirama la strada per il Passo dello Stelvio.
5. ↑  Dal colle si dirama la strada per il Colle Fauniera.
6. 1 2 3 4 5 6 7 8 9 10 11 12 13 14 15 16 17 18 19  Quest'area dell'Altopiano armeno, politicamente parte della Turchia, non è geograficamente considerata Europa.
7. ↑  L'Anatolia, politicamente parte della Turchia, non è geograficamente considerata Europa.
8. ↑  Le Isole Canarie, politicamente parte della Spagna, non sono geograficamente considerate Europa.

### Bibliografiche
1. 1 2 3  (EN) Richard Fletcher, Pico de Veleta: cycling Europe's highest road, su The Daily Telegraph, 20 agosto 2012. URL consultato il 3 settembre 2021.
2. ↑   Claudio Elidoro, Diametro: 3100 km, in Coelum Astronomia, marzo 2004,  pp. 16-19.
3. 1 2   Enrico Maria Corno, Austria in bici da corsa, i percorsi e le salite del Tirolo, su sportoutdoor24, 27 maggio 2019. URL consultato il 3 settembre 2021.
4. 1 2 3   Costa Azzurra: alla scoperta del territorio. Il Col de la Bonette e Saint-Étienne-de-Tinée, su montecarlonews, 23 settembre 2020. URL consultato il 3 settembre 2021.
5. 1 2   Giovanni Panzera: “Dedico la mia scalata al Col dell’Izoard a Felice Gimondi, grande campione e grande uomo”, su La Stampa, 19 agosto 2019. URL consultato il 3 settembre 2021.
6. ↑   Alla Re Stelvio Mapei trionfa la voglia di ripartire, su sondriotoday, 12 luglio 2021. URL consultato il 3 settembre 2021.
7. ↑   Danilo Loda, Una Mazda MX-5 gommata Pirelli Collezione stabilisce un nuovo record di tornanti percorsi in 12 ore, su Il Sole 24 Ore, 7 settembre 2019. URL consultato il 3 settembre 2021.
8. ↑   Colle dell'Agnello aperto, su corrieredisaluzzo, 5 giugno 2021. URL consultato il 3 settembre 2021.
9. ↑  (FR) Richard Bayon, Valloire: entre Col du Galibier et Mont Thabor, bienvenue au-dessus de la Vallée de la Maurienne, su infotravel. URL consultato il 3 settembre 2021.
10. ↑   Bianco, Rosa e Ciclamino, su Gazzetta dello Sport. URL consultato il 6 gennaio 2023.
11. ↑   Fabio Sandrini, Passo Gavia, 2621m o 2652m?, su Passo Gavia, 20 agosto 2020. URL consultato il 6 gennaio 2023.
12. ↑   Davide Mazzocco, Colle del Nivolet: la scalata in bici all’ombra del Gran Paradiso, su La Gazzetta dello Sport, 7 luglio 2021. URL consultato il 3 settembre 2021.
13. ↑  (EN) Why Austria is the best spot for an alpine road trip, su countryfile, 10 maggio 2019. URL consultato il 3 settembre 2021.
14. ↑  (EN) Colin Henrys, Fifteen of Europe’s highest roads to ride, su roadcyclinguk, 8 giugno 2017. URL consultato il 3 settembre 2021.
15. ↑   “Pulizie di primavera” sulla strada di Passo Rombo, su Corriere della Sera, 28 maggio 2019. URL consultato il 3 settembre 2021.
16. ↑  (EN) Jason Barlow, From the archives: BMW M3 GTS vs the grossglockner pass, su Top Gear, 30 giugno 2021. URL consultato il 3 settembre 2021.
17. ↑   Passo dello Stelvio: altimetrie e percorsi della mitica salita, su suipedali. URL consultato il 3 settembre 2021.
18. ↑   Pulizia strade nel vallone dell'Arma di Demonte fino al Fauniera in attesa de La Fausto Coppi Officine Mattio, su La Stampa, 19 giugno 2021. URL consultato il 3 settembre 2021.
19. ↑   Nicola Pfund, Sulla sommità dei passi alpini, su Corriere del Ticino, 8 agosto 2020. URL consultato il 20 luglio 2022.
20. ↑   Hilary Cuneaz, Riaperta la casa estiva dei cani San Bernardo, su La Stampa, 17 luglio 2017. URL consultato il 3 settembre 2021.
21. ↑  (FR) Jennifer Durand, 10 meilleures stations de ski des Alpes, su linternaute, 3 febbraio 2017. URL consultato il 3 settembre 2021.
22. ↑  (EN) Feargal McKay, Mountain Higher, by Daniel Friebe and Pete Goding, su podiumcafe, 17 settembre 2013. URL consultato il 3 settembre 2021.
23. ↑  (EN) Zirknitztal/Großsee, su cycloclimbing. URL consultato il 3 settembre 2021.
24. ↑  (DE) Höher, schöner, länger, su radsport-rennrad. URL consultato il 3 settembre 2021.
25. ↑   Colle di Valcavera (PDF), su paysmed. URL consultato il 3 settembre 2021 (archiviato dall'url originale il 3 settembre 2021).
26. ↑  (FR) Alpes du Sud : 525 cyclistes qui relient Megève à Nice arrivent dans les Hautes-Alpes, su laprovence, 28 agosto 2019. URL consultato il 3 settembre 2021.
27. ↑   Luca Stamerra, Due volte il Mont Ventoux, Pirenei e due crono: svelato il Tour de France 2021, su Eurosport, 3 novembre 2020. URL consultato il 3 settembre 2021.
28. ↑   Matteo Morichini, Le 10 strade più alte d'Europa, in la Repubblica, 16 luglio 2022. URL consultato il 7 gennaio 2023.
29. ↑  (FR) Vélo de haute montagne : Le col du Jandri 3.151 mètres, su dominique.desir.free.fr. URL consultato il 6 settembre 2021.
30. ↑   Cristiano Ghedini, Umiliazione targata Land Rover per il Cervino, su mountainwilderness, 16 luglio 2004. URL consultato il 6 settembre 2021.
31. ↑  (EN) Karakaya Hill, su www.dangerousroads.org. URL consultato il 31 ottobre 2023.
32. ↑  (EN) Doğu Anadolu Gözlemevi, su www.dangerousroads.org. URL consultato il 31 ottobre 2023.
33. ↑  (TR) Bahçesaray kara yolunda kar çilesi başladı, su trthaber, 11 aprile 2020. URL consultato il 5 settembre 2021.
34. ↑  (TR) 2 bin 885 rakımlı Palandöken Geçidi'nde nisanda yoğun karla mücadele çalışması yapıldı, su Agenzia Anadolu, 3 aprile 2021. URL consultato il 7 dicembre 2021.
35. ↑  (TR) Van'da, 2730 rakımlı Güzeldere Geçidi'nde kar yağışı, su haberler, 2 novembre 2019. URL consultato il 5 settembre 2021.
36. ↑  (TR) Tendürek Geçidi'ne tipi engeli: Çok sayıda araç mahsur kaldı, su CNN Türk, 14 marzo 2019. URL consultato il 5 settembre 2021.
37. ↑  (TR) Kardan dolayı 5 aydır kapalı kalan Ovit Dağı geçidi açıldı, su Hürriyet, 15 aprile 2019. URL consultato il 5 settembre 2021.
38. ↑  (TR) Ardahan'a mevsimin ilk karı düştü, su sabah, 9 ottobre 2015. URL consultato il 5 settembre 2021.
39. ↑   Hakkari - Durankaya Yolu, su wikimapia.org. URL consultato il 2 marzo 2024.
40. ↑  (TR) Ardahan'ın yüksek kesimlerine mevsimin ilk karı yağdı, su trthaber, 5 ottobre 2020. URL consultato il 5 settembre 2021.
41. ↑  (TR) Turizm, su honaz, 12 ottobre 2016. URL consultato il 5 settembre 2021.
42. ↑  (ES) Ulubeyli Jandarma Karakolu, su Mapcarta. URL consultato il 29 ottobre 2023.
43. ↑  (TR) Şavşat-Ardahan Yolunda Dolu Yağışı, su haberler, 5 giugno 2014. URL consultato il 5 settembre 2021.
44. ↑  (TR) Doğa Anadolu bölgesinden Hakkâri, su sabah. URL consultato il 7 dicembre 2021.
45. ↑  (ES) Roque de Los Muchachos, su lainakai, 24 novembre 2019,  p. 24. URL consultato il 3 settembre 2021.
46. ↑  (TR) O bölgede oturanlar dikkat! Bu projeler uçuracak, su Hürriyet, 4 luglio 2018. URL consultato il 7 dicembre 2021.
47. ↑  (TR) Kop Dağı Geçidi'nde Trafik Kazası, su haberler, 19 dicembre 2012. URL consultato il 5 settembre 2021.
48. ↑  (IT) Çakırbaba Geçidi · Gaziler, 25390 Şenkaya/Provincia di Erzurum, Turchia, su Çakırbaba Geçidi · Gaziler, 25390 Şenkaya/Provincia di Erzurum, Turchia. URL consultato il 31 ottobre 2023.
49. ↑  (EN) Eurasian Fund for Stabilization and Development, Document of Anti-Сrisis Fund of EurAsEC # 00011 (PDF), su eabr, giugno 2014,  p. 24. URL consultato il 3 settembre 2021 (archiviato dall'url originale il 3 settembre 2021).
50. ↑  (RU) Светлана Ермолаева, Рекордсмен: серийный Mitsubishi Pajero Sport покорил Эльбрус, su avtovzglyad, 30 luglio 2019. URL consultato il 6 settembre 2021.
51. ↑   Gian Luca Gasca, Elbrus, su montagnatv, 5 settembre 2020. URL consultato il 6 settembre 2021.
52. ↑  (EN) New World Record: Summiting Elbrus with a Quad, su mountainguides.pro, 4 luglio 2016. URL consultato il 1º gennaio 2023.